# Margarete Bieber
Margarete Bieber (* 31. Juli 1879 in Schönau, Westpreußen; † 25. Februar 1978 in New Canaan, Connecticut, USA) war eine deutsch-amerikanische Klassische Archäologin und Hochschullehrerin. Sie war die erste habilitierte Professorin der Archäologie an einer deutschen Universität und gilt als Pionierin des Frauenstudiums. 1933 wurde ihr als Jüdin die Lehrerlaubnis entzogen, worauf sie 1934 in die USA emigrierte.

## Leben
Margarete Bieber wurde in einer säkularen jüdischen Familie als Tochter eines wohlhabenden Mühlenbesitzers geboren. Daher war es ihr finanziell möglich, sich ab 1899 auf dem humanistischen Privatgymnasium von Helene Lange in Berlin auf das Abitur vorzubereiten, das sie als Externe 1901 in Thorn als erste Frau in Westpreußen ablegte. Auf dem Gymnasium war sie von Hildegard Wegscheider in Deutsch und Philosophie unterrichtet worden.
Ab dem Wintersemester 1901/02 begann sie ein Studium an der Friedrich-Wilhelms-Universität zu Berlin, wo sie den Status einer Gasthörerin hatte, da Frauen offiziell erst im Wintersemester 1908/1909 das Recht auf Immatrikulation zugestanden wurde. Ihre Teilnahme an Lehrveranstaltungen hing von der Erlaubnis des jeweiligen Professors ab. Sie studierte zunächst Germanistik und Philosophie für das Lehramt, interessierte sich jedoch zunehmend für die Antike und belegte Vorlesungen über griechische Skulptur bei Reinhard Kekulé von Stradonitz. 1904 wechselte sie an die Rheinische Friedrich-Wilhelms-Universität Bonn, um Vorlesungen bei dem Archäologen Georg Loeschcke zu hören, bei dem sie 1907 mit einer Arbeit über Das Dresdner Schauspielrelief als zweite Frau an der Bonner Universität promoviert wurde.
Nach der Promotion ging sie nach Rom (1907–1908), wo sie sich mit dem Archäologen Walter Amelung und dem Philologen Friedrich Spiro anfreundete. In den folgenden Jahren unternahm sie Forschungsreisen in den Mittelmeerraum, um Denkmäler der griechischen und römischen klassischen Kunst zu studieren. Als erste klassische Archäologin erhielt sie 1909/10 ein Reisestipendium des Deutschen Archäologischen Instituts (DAI); sie hatte sich bereits im Vorjahr auf das Stipendium beworben, war damals aber – wohl auf Betreiben von Ernst Fabricius – abgelehnt worden. Bis 1914 forschte sie zunächst in Athen, dann in Rom und wurde 1913 Korrespondierendes Mitglied des DAI. Nach Ausbruch des Ersten Weltkrieges musste sie nach Deutschland zurückkehren und arbeitete dort als Rot-Kreuz-Helferin. Ab Ostern 1915 war sie als Vertretung für die eingezogenen Archäologen Gerhart Rodenwaldt und Valentin Müller Assistentin ihres jetzt an der Berliner Universität lehrenden Doktorvaters Loeschcke. Als dieser kurz darauf erkrankte und im November 1915 starb, übernahm sie die Vertretung von Loeschckes Lehrstuhl, bis der zum Nachfolger berufene Ferdinand Noack ihr die Lehrtätigkeit verbot und Bieber nur noch private Kurse abhalten konnte.
Nach mehreren erfolglosen Anläufen wurde sie schließlich 1919 auf Fürsprache Rodenwaldts an der Universität Gießen zur Habilitation zugelassen, noch vor der offiziellen Regelung von 1920. Somit wurde sie die erste Privatdozentin der Universität Gießen. 1923 wurde sie nach der Mathematikerin Emmy Noether als zweite Frau in Deutschland zur planmäßigen außerordentlichen Professorin ernannt. Ab 1928 leitete sie das Gießener Institut für Altertumswissenschaften, da der ordentliche Lehrstuhl aus finanziellen Gründen nicht neu besetzt wurde. Alles sah danach aus, dass sie im Jahr 1933 den Lehrstuhl erhalten würde. Da sie bei den Nationalsozialisten als Jüdin galt, wurde sie im Juli 1933 auf Grundlage des „Berufsbeamtengesetzes“ entlassen. Als Begründung wurde jedoch nicht der § 3 („nicht arische Abstammung“), sondern der § 4 („politische Unzuverlässigkeit“) angegeben.
Freunde überzeugten sie, 1933 zusammen mit ihrer Adoptivtochter Ingeborg und ihrer Haushälterin Katharina Freytag Deutschland zu verlassen. Zwischen November 1933 und Juli 1934 konnte sie am St Hilda’s College in Oxford arbeiten, um in Anschluss daran an das Barnard College in New York City zu gehen. Tochter und Haushälterin kehrten nach Deutschland zurück und folgten Bieber im September 1935 nach New York. Die „American Association of University Women“ empfahl sie an die Columbia University, wo sie von 1935 bis 1948 als Gastprofessorin im Department of Art History and Archaeology unterrichtete. 1940 erhielt sie die amerikanische Staatsbürgerschaft. Nach ihrer Pensionierung 1948 unterrichtete sie aus finanziellen Gründen bis 1956 weiter, dabei 1949/50 als die erste Gastprofessorin an der Princeton University in New Jersey.
Nach 1945 musste sie sich juristisch ihre in Gießen erarbeiteten Pensionsansprüche erkämpfen. Sie blieb bis ins Alter wissenschaftlich aktiv und lebte zuletzt bei ihrer Adoptivtochter Ingeborg Sachs. Im hohen Alter von 98 Jahren starb sie in New Canaan im Staat Connecticut (USA).
Biebers besonderes Forschungsgebiet war die antike Kleidung, der sie seit ihrer Berliner Zeit umfangreiche Studien widmete, daneben das antike Theater und die antike Plastik. Sie veröffentlichte weiterhin Beiträge zur Antikenrezeption und zu Skulpturen in amerikanischen Museen.

## Ehrungen
Von der Justus-Liebig-Universität Gießen wurde sie 1959 zur ersten Ehrensenatorin ernannt. 1971 wurde sie in die American Academy of Arts and Sciences gewählt. Der ehemalige Kunsthistorische Hörsaal der Universität Gießen in der Ludwigstraße 34 wurde 1997 nach Margarete Bieber benannt. 
2009 ehrte die Stadt Gießen Margarete Bieber mit einem Denkmal in der Plockstraße im Rahmen der Reihe „Gießener Köpfe“. Die Bronzebüste wurde vom Bildhauer Henrich Wienecke aus Heuchelheim geschaffen.

## Publikationen (Auswahl)
- Das Dresdener Schauspielerrelief. Ein Beitrag zur Geschichte des tragischen Kostüms und der griechischen Kunst. Bonn 1907 (Digitalisat, Dissertation Universität Berlin 1907).
- Die antiken Sculpturen und Bronzen des königlichen Museum Fridericianum in Cassel. Marburg 1915.
- Die Denkmäler zum Theaterwesen im Altertum. Vereinigung wissenschaftlicher Verleger Walter de Gruyter, Berlin/Leipzig 1920 (Habilitationsschrift, Universität Gießen 1919).
- Griechische Kleidung. Berlin 1928.
- Entwicklungsgeschichte der griechischen Tracht von der vorgriechischen Zeit bis zur römischen Kaiserzeit. Gebr. Mann, Berlin 1934.
  - Entwicklungsgeschichte der griechischen Tracht. Von der vorgriechischen Zeit bis zum Ausgang der Antike. 2., durchgesehene Auflage, besorgt von Felix Eckstein. Gebr. Mann, Berlin 1967.
- The History of the Greek and Roman Theater, Princeton University Press, Princeton 1939, 1961
- The sculpture of the Hellenistic age. Columbia University Press, New York 1955.
- Ancient copies. Contributions to the history of Greek and Roman art. New York University Press, New York 1977.